# Internationale Filmfestspiele von Cannes 1969
Die 22. Internationalen Filmfestspiele von Cannes 1969 fanden vom 8. Mai bis zum 23. Mai 1969 statt.

## Wettbewerb
Im Wettbewerb des Festivals 1969 wurden folgende Filme gezeigt:
| Filmtitel                             | Regisseur               | Produktionsland            | Darsteller (Auswahl)                                               |
| Ådalen '31                            | Bo Widerberg            | Schweden                   |                                                                    |
| Antonio das mortes                    | Glauber Rocha           | Brasilien                  |                                                                    |
| Die besten Jahre der Miss Jean Brodie | Ronald Neame            | Großbritannien             | Maggie Smith                                                       |
| Bice skoro propast sveta              | Aleksandar Petrović     | Frankreich, Jugoslawien    | Annie Girardot                                                     |
| Dillinger ist tot                     | Marco Ferreri           | Italien                    | Michel Piccoli, Anita Pallenberg                                   |
| Don’t Let the Angels Fall             | George Kaczender        | Kanada                     |                                                                    |
| Easy Rider                            | Dennis Hopper           | USA                        | Peter Fonda, Dennis Hopper, Jack Nicholson                         |
| España otra vez                       | Jaime Camino            | Spanien                    |                                                                    |
| Faráruv konec                         | Evald Schorm            | Tschechoslowakei           |                                                                    |
| Flashback                             | Raffaele Andreassi      | Italien                    |                                                                    |
| Fliegenjagd                           | Andrzej Wajda           | Polen                      | Zygmunt Malanowicz, Małgorzata Braunek                             |
| Ein Hauch von Sinnlichkeit            | Sidney Lumet            | USA                        | Omar Sharif, Anouk Aimée                                           |
| If...*                                | Lindsay Anderson        | Großbritannien             | Malcolm McDowell                                                   |
| Isadora                               | Karel Reisz             | Großbritannien, Frankreich | Vanessa Redgrave, James Fox, Jason Robards                         |
| Kalkutta                              | Louis Malle             | Frankreich                 | Dokumentarfilm                                                     |
| Manden der tænkte ting                | Jens Ravn               | Dänemark                   |                                                                    |
| Matzor                                | Gilberto Tofano         | Israel                     |                                                                    |
| Meine Nacht bei Maud                  | Éric Rohmer             | Frankreich                 | Jean-Louis Trintignant, Françoise Fabian, Marie-Christine Barrault |
| Metti, una sera a cena                | Giuseppe Patroni Griffi | Italien                    | Jean-Louis Trintignant, Tony Musante                               |
| Michael Kohlhaas – Der Rebell         | Volker Schlöndorff      | Deutschland                | David Warner, Anna Karina                                          |
| Nihon no seishun                      | Masaki Kobayashi        | Japan                      |                                                                    |
| Slaves                                | Herbert J. Biberman     | USA                        | Dionne Warwick, Ossie Davis, Stephen Boyd                          |
| Die Unschlagbaren                     | Giuliano Montaldo       | Italien                    | John Cassavetes, Britt Ekland, Peter Falk                          |
| Vsichni dobrí rodáci                  | Vojtěch Jasný           | Tschechoslowakei           | Vlastimil Brodský                                                  |
| Wahre Liebe rostet nicht              | Pierre Étaix            | Frankreich                 | Pierre Étaix                                                       |
| Z                                     | Costa-Gavras            | Algerien, Frankreich       | Yves Montand, Irene Papas, Jean-Louis Trintignant                  |

* = Grand Prix

## Internationale Jury
In diesem Jahr war der italienische Regisseur Luchino Visconti Jurypräsident. Er stand folgender Jury vor: Jaroslav Bouček, Jerzy Glucksman, Marie Bell, Robert Kanters, Sam Spiegel, Stanley Donen, Tschingis Aitmatow und Veljko Bulajić.

## Preisträger
- Grand Prix: If …
- Sonderpreis der Jury: Z
- Bester Schauspieler: Jean-Louis Trintignant in Z
- Beste Schauspielerin: Vanessa Redgrave in Isadora
- Bester Regisseur: Glauber Rocha und Vojtěch Jasný
- Prix de la première oeuvre: Easy Rider von Dennis Hopper

## Weitere Preise
- FIPRESCI-Preis: Andrej Rubljow von Andrei Tarkowski – Der Film wurde im Wettbewerb außerhalb der Konkurrenz gezeigt.